# Miles Whitney Straight
Miles M.11 Whitney Straight là một loại máy bay thông dụng 2 chỗ của Anh trong thập niên 1930.

## Quốc gia sử dụng
New Zealand
- Mount Cook Airline
- Không quân Hoàng gia New Zealand

 Anh Quốc
- Không quân Hoàng gia
- Hải quân Hoàng gia
  - Không quân Hải quân Hoàng gia

## Tính năng kỹ chiến thuật (M.11A)
Dữ liệu lấy từ Jackson 1988
Đặc điểm tổng quát
- Kíp lái: 2
- Chiều dài: 25 ft 0 in (7,62 m)
- Sải cánh: 35 ft 8 in (10,87 m)
- Chiều cao: 6 ft 6 in (1,98 m)
- Diện tích cánh: 178 ft² (16,5 m²)
- Trọng lượng rỗng: 1.250 lb (568 kg)
- Trọng lượng có tải: 2.000 lb (909 kg)
- Động cơ: 1 × de Havilland Gipsy Major I, 130 hp (97 kW)

 Hiệu suất bay 
- Vận tốc cực đại: 145 mph (126 knot, 233 km/h)
- Vận tốc hành trình: 130 mph (113 knot, 209 km/h)
- Tầm bay: 570 miles (496 nmi, 917 km)
- Trần bay: 18.500 ft (5.640 m)
- Vận tốc lên cao: 850 ft/phút (4,3 m/s)